# Río San Pedro (Arizona)
El río San Pedro es un río que fluye en dirección norte, con su cabecera a 16 km al sur de Sierra Vista, Arizona (Estados Unidos), cerca de Cananea en Sonora, México. Es uno de los dos ríos que cruzan desde México hacia los Estados Unidos. El río recorre unos 230 km hacia el norte, cruzando los condados de Cochise, Pima, Graham y Pinal en Arizona hasta su confluencia con el río Gila en Winkelman, Arizona. Es uno de los últimos ríos que áun están libres de represas en el suroeste de los Estados Unidos,por lo que es un importante recurso ecológico que da cobijo a dos tercios de las aves que habitan en el país, incluyendo a unas 100 especies de aves que anidan es sus riberas y a 300 especies de aves migratorias.